# 프란 나바로
프란시스코 호세 "프란" 나바로 알리아가(스페인어: Francisco José "Fran" Navarro Aliaga, 1998년 2월 3일 ~ )는 스페인의 축구 선수이다. 그의 포지션은 공격수로, 현재 그리스 수페르리가 엘라다의 올림피아코스에서 활약하고 있다.

## 클럽 경력
발렌시아에서 태어난 나바로는 도시를 가로질러 레반테에서 발렌시아로 이적하였고, 그는 주로 세군다 디비시온 B의 리저브 팀에서 활약하였다. 2019년 1월 26일, 그는 케뱅 가메이로의 부상으로 인해 비야레알과의 라리가 경기에 처음으로 차출되었다. 그는 3-0으로 이긴 경기에서 교체로 출전하지 못했다.
2019년 7월 11일, 다가오는 시즌에 나바로는 벨기에 퍼스트 디비전 B의 KSC 로케런으로 임대되었다. 9월 26일, 그는 연장전끝에 4-2로 패한 로열 앤트워프와의 벨기에 컵 7라운드 경기에서 프로 무대 첫 골을 기록했고, 10월 5일에는 선두 OH 뢰번과의 경기에서 자신의 유일한 리그 골인 1호골을 기록해 3-2 승리에 일조했다.
2021년 6월 26일, 나바로는 포르투갈 프리메이라리가의 질 비센트와 3년 계약을 맺고 이적하였다. 8월 9일, 그는 3-0으로 이긴 보아비스타와의 리그 데뷔전에서 멀티골을 기록했다. 그는 32경기에 출전해 16골을 넣으며 리그 득점왕 4위에 올랐고, 팀은 처음으로 5위를 차지하며 UEFA 유로파컨퍼런스리그 진출권을 획득했다.